# نویسه‌های رسم جعبه

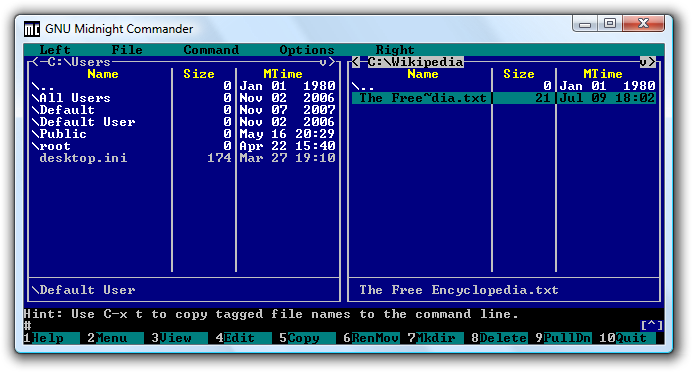
استفادهٔ گنو میدنایت کمندر از نویسه‌های رسم جعبه.

نویسه‌های رسم جعبه (به انگلیسی: box-drawing characters) گروهی از نویسه‌ها هستند که امکان رسم جعبه‌های چهارگوش و خطوط افقی و عمودی را فراهم می‌کنند. از این نویسه‌ها برای رسم گرافیک‌های ساده بر روی صفحهٔ نمایش یا خروجی چاپگر در برنامه‌های داس استفاده می‌شود. این نویسه‌ها به گونه‌ای طراحی شده‌اند که با قرارگرفتن در کنار هم، به صورت خطوط ممتد به نظر می‌رسند.

## نمونه
یک نمونه از رسم جعبه‌ها با استفاده از نویسه‌های استاندارد رسم جعبه:
```
┌─┬┐  ╔═╦╗  ╓─╥╖  ╒═╤╕
│ ││  ║ ║║  ║ ║║  │ ││
├─┼┤  ╠═╬╣  ╟─╫╢  ╞═╪╡
└─┴┘  ╚═╩╝  ╙─╨╜  ╘═╧╛
┌───────────────────┐
│  ╔═══╗ متن تایپ‌شده│▒
│  ╚═╦═╝  درون جعبه │▒
╞═╤══╩══╤═══════════╡▒
│ ├──┬──┤           │▒
│ └──┴──┘           │▒
└───────────────────┘▒
 ▒▒▒▒▒▒▒▒▒▒▒▒▒▒▒▒▒▒▒▒▒
```